# Exterminator 2
Exterminator 2 er en amerikansk film fra 1984 med Robert Ginty, der genoptager rollen som krigsveteranen og selvtægtsmanden, John Eastland.
Filmen er skrevet af Mark Buntzman i samarbejde med William Sachs, og ligeledes instrueret af Mark Buntzman, der var producer på forløberen; The Exterminator fra 1980, som blev skrevet og instrueret af James Glickenhaus.

## Medvirkende
I de andre store roller, kan man se:
- Mario Van Peebles – bandelederen X
- Frankie Faison – John Eastlands nye ven og følgesvend Be Gee
- Deborah Geffner – John Eastlands nyfundne kærlighed Caroline

I en betydelig mindre rolle kan John Turturro ses som Guy #1, hvilket var hans anden rolle efter en ukrediteret statistrolle i Raging Bull.

## Reaktioner
Filmen skabte meget røre, pga. sit yderst voldelige indhold, hvilket fik den bandlyst i Finland fra 1985 frem til 1986, hvor den blev udgivet – dog underlagt censur.